# 新黨大地
新党大地（日语：／ Shintō daichi）是日本的政治團體、北海道的區域政黨。簡稱為大地、NPD。設置於東京都千代田区永田町2-9-6 十全ビル206。
新黨大地曾被視為政治組織，因為它符合規定的資助和選舉的法律必須被承認為政黨的標準。2012年被正式承認為法律意義上的政黨。

## 歷史
在2002年，該黨派出了一個北海道單一選區地區和北海道比例代表區的候選人，而鈴木則領導了由三名候選人組成的比例代表選區名單。

## 政黨表現
目前該黨有參議員一位（鈴木宗男以日本維新會的名義）、無眾議員。

### 地方議員
- 市区町村議会：6名
  - 上村賢：北海道石狩市議会
  - 森豊：北海道釧路市議会
  - 大原昇：北海道網走郡美幌町議会
  - 高橋秀明：北海道網走郡美幌町議会
  - 村島健二：北海道清里町議会
  - 佐佐木敬治：北海道厚岸町議会

### 眾議院
| 選舉         | 当選/候補者 | 定数 | 得票数（得票率） | 得票数（得票率） | 備考           |
| 選舉         | 当選/候補者 | 定数 | 選挙区           | 比例区           | 備考           |
| ------------ | ----------- | ---- | ---------------- | ---------------- | -------------- |
| （結党時）   | 0/-         | 480  | -                | -                |                |
| 第44回総選挙 | 1/4         | 480  | 16,698 (0.0%)    | 433,938 (0.6%)   |                |
| 第45回総選挙 | 1/4         | 480  | -                | 433,122 (0.6%)   | 入党+2         |
| 第46回総選挙 | 1/7         | 480  | 315,604 (0.5%)   | 346,848 (0.5%)   |                |
| 第47回総選挙 | 0/-         | 475  | -                | -                | 入党+1、離党-1 |
| 第48回総選挙 | 0/2         | 465  | -                | 226,552(0.41%)   |                |

## 外部連結
- 新黨大地 （页面存档备份，存于）（日語）